# 찰리 더밀리오
찰리 더밀리오(Charli D'Amelio, 2004년 5월 1일 ~ )는 미국의 SNS 스타, 댄서, 가수이다. 2022년 6월 기준, TikTok 팔로워 수 1억 4,240만 이상으로 전체 계정 중 2위이다. 2022년 10월, 싱글 "If You Ask Me To"를 발매하면서 가수 데뷔하였다.